# Рубин (сорт грозде)
Вижте пояснителната страница за други значения на Рубин.
Рубин е хибриден червен винен сорт грозде, селектиран в края на 40-те години на XX век в Института по лозарство и винарство – гр.Плевен чрез кръстосване на сортовете Небиоло и Сира. Утвърден е като нов сорт от Държавната сортова комисия. Препоръчва се за Южния и Източния лозарски райони.
Средно зреещ сорт: узрява през първата половина на септември. Развива се добре на хълмисти терени с достатъчно дълбоки, средно богати почви. Има силен растеж, добра родовитост и среден добив. Добивът от декар е 1000 – 1200 кг. Гроздето е издръжливо на напукване и сиво гниене. След узряване стафидира и увеличава захарното си съдържание. Съдържа 23 – 25 % захари, а в благоприятни години захарното съдържание може да достигне до 30 %.
Гроздът е средно голям (173 г.), коничен, полусбит до сбит, с едно или две крила. Зърната са дребни, сферични, синьочерни, с изобилен восъчен налеп. Кожицата е тънка, жилава, здрава, устойчива на напукване и гниене, богата на багрила и танин. Месото е сочно и сладко, със свеж и хармоничен вкус.
Използва се за получаване на висококачествени трапезни, полусладки и сладки вида. Те се отличават с наситен тъмночервен цвят, екстрактивност и добър хармоничен вкус, с нюанси на боровинка, къпина и виолетки. Вината имат потенциал за стареене.